# 小林百太郎
小林 百太郎（こばやし ひゃくたろう、1929年2月4日 - 2022年3月27日）は、日本の実業家、馬主。
兄・小林保と共に日本ピローブロック製造株式会社（現・FYH株式会社）を創立。日本で初めてボールベアリングを開発した。「ニホンピロ」の冠名で長年馬主としても活動し、ニホンピロウイナーなどの活躍馬を所有した。

## 経歴・人物
1929年、大阪府堺市に生まれる。1946年に兄の保とともに「小林鉄工所」を創業し、翌1947年より小林精工株式会社に社名変更、1953年より転がり軸受ユニットの製造・販売を開始。4年後の1957年に「日本ピローブロック製造株式会社」に社名変更した。
百太郎は2000年時点で同社取締役、その後同社および社名変更後の2017年よりFYH株式会社の名誉会長を歴任。2022年3月27日に死去。93歳没。
趣味は読書、旅行。

## 馬主活動

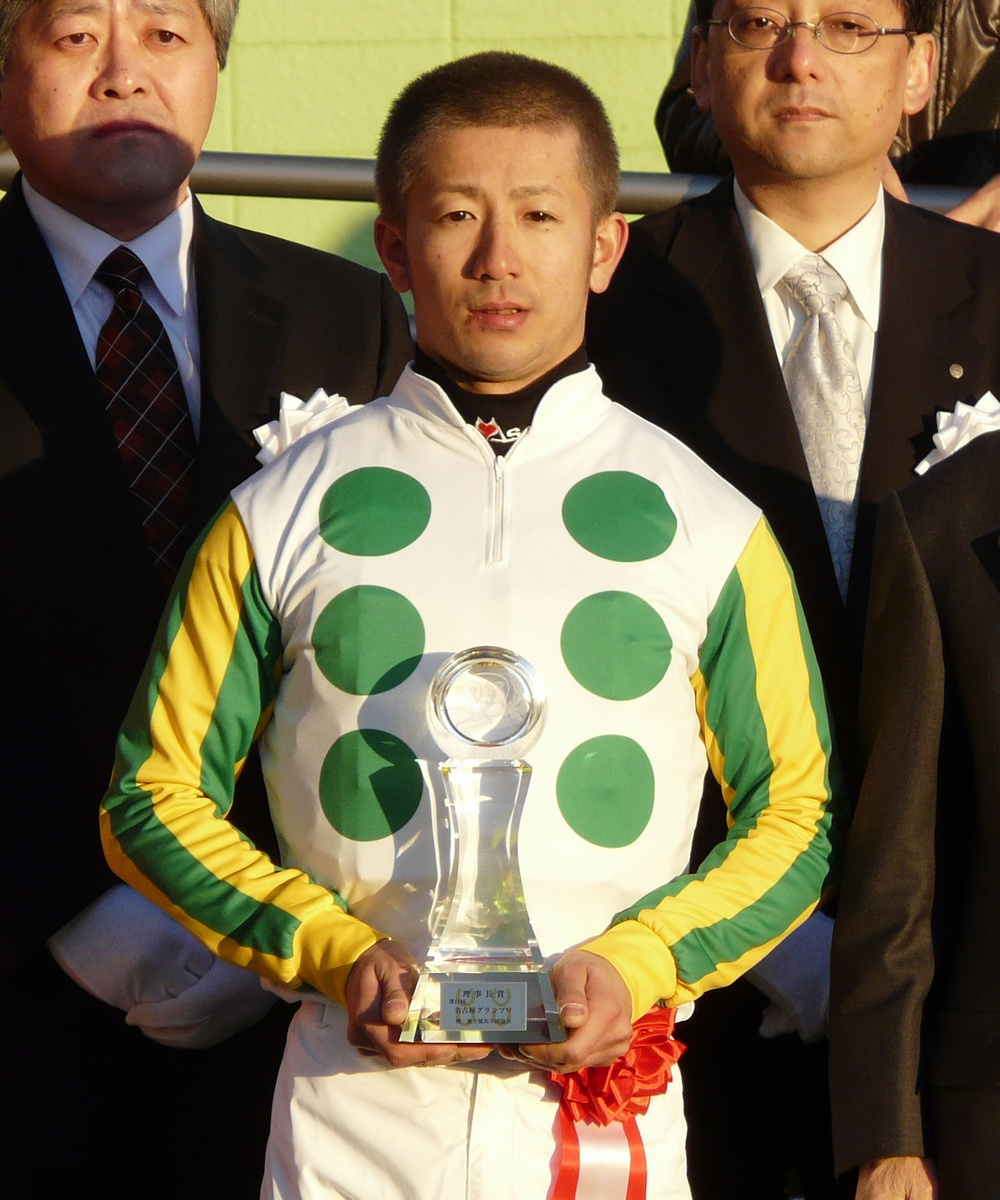
小林の勝負服を着用した酒井学

日本中央競馬会（JRA）および地方競馬全国協会（NAR）に登録していた馬主としても知られた。勝負服の柄は白、緑玉霰、黄袖緑縦縞。冠名には経営する会社名より「ニホンピロ」を用いるが、かつては「ニホンピロー」も使用した。死後は、息子の小林英一が勝負服色を引き継いでいる。
かつては、競走馬事業用としての会社として、有限会社ニホンピロ・レーシングが存在していた。会社が運営していたサイト「ニホンピロ・オフィシャル・ウェブサイト」では、所有馬の馬名募集なども行っていた。

### 来歴
- 1963年 - 中央競馬での馬主資格取得[1]。
- 1968年 - 京都記念・秋をニホンピローホマレが制し、重賞初制覇。
- 1985年 - マイルチャンピオンシップをニホンピロウイナーが制し、GI級競走初制覇。

## 主な所有馬

### GI級競走優勝馬
- ニホンピロウイナー（1982年デイリー杯3歳ステークス、阪神3歳ステークス2着、1983年きさらぎ賞、CBC賞、1984年朝日チャレンジカップ、スワンステークス、マイルチャンピオンシップ、1985年マイラーズカップ、京王杯スプリングカップ、安田記念、マイルチャンピオンシップ、天皇賞・秋3着）
- ニホンピロジュピタ（1999年エルムステークス、マイルチャンピオンシップ南部杯）
- ニホンピロアワーズ（2011年名古屋グランプリ、2012年名古屋大賞典、白山大賞典、ジャパンカップダート、2013年平安ステークス、帝王賞2着、東京大賞典3着、2014年東海ステークス、ダイオライト記念）
- ニホンピロバロン（2016年京都ハイジャンプ、阪神ジャンプステークス、2018年中山大障害、中山グランドジャンプ3着）

### 重賞競走優勝馬
- ニホンピローホマレ（1968年京都記念・春）
- ニホンピロビッキー（1984年ラジオたんぱ杯3歳牝馬ステークス）
- ニホンピロブレイブ（1989年京阪杯、エプソムカップ）
- ニホンピロエイブル（1990年京都4歳特別）
- ニホンピロラック（1994年東京障害特別・秋）
- ニホンピロプリンス（1994年CBC賞、1996年マイラーズカップ）
- ニホンピロスワン（2000年ローズステークス）
- ニホンピロサート（2003年ガーネットステークス、2004年プロキオンステークス、サマーチャンピオン、2005年さきたま杯、兵庫ゴールドトロフィー）
- ニホンピロレガーロ（2010年小倉記念）

### その他の所有馬
- ニホンピロスタディ（1994年函館3歳ステークス2着、1995年白樺賞、マリーンステークス、オパールステークス、シリウスステークス[注 2]、札幌スプリントステークス2着）

## 兄・保の所有馬
勝負服の柄は紫、黄玉霰、緑袖。

### 八大競走優勝馬
- ニホンピローエース（1965年阪神3歳ステークス、1966年皐月賞、1967年阪急杯）
- ニホンピロムーテー（1971年毎日杯、神戸杯、京都新聞杯、菊花賞、1972年中日新聞杯、1973年サンケイ大阪杯）

### 重賞競走優勝馬
- ミスニホンピロー（1966年CBC賞）
- ニホンピロファイト（1974年京都大障害・春）
- ニホンピロポリシー（1978年デイリー杯3歳ステークス）